# Wespelaer
Wespelaer, en néerlandais Wespelaar, est une section de la commune belge de Haecht située en Région flamande dans la province du Brabant flamand. C'était une commune à part entière avant la fusion des communes de 1977.

## Évolution démographique
- Sources : INS, Rem. : 1831 jusqu'en 1970 = recensements, 1976 = nombre d'habitants au 31 décembre.

## Histoire
Le 20 août 1914, l'armée allemande exécute 18 civils et détruit 48 bâtiments. Ces événements font partie des Atrocités allemandes en 1914.